# Nørre Nærå-stenen
Nørre Nærå-stenen er en runesten fundet i Nørre Nærå. Stenen omtales første gang i 1684 på Nærå kirkegård, og i begyndelsen af 1780'erne blev den indsat i kirkegårdsdiget. Nu står den i kirkeskibet i Nørre Nærå.

## Indskrift
| Translitteration | þurmutR niąut : kubls  |
| Transskription   | ÞōrmundR. Niūt kumbls. |
| Oversættelse     | Thormund. Nyd kumblet. |

Indskriften læses nedefra og op i to parallelle rækker. Den præcise betydning af udtrykket 'nyd kumlet' kendes ikke, men en lignende formel 'nyd kumlet vel' genfindes på den jævngamle Runestenen Gørlev 1 på Sjælland.